# Шумадийская епархия
Шума́дийская епа́рхия (серб. Епархија шумадијска) — епархия Сербской православной церкви на территории центральной Сербии. Резиденция епархии находится в Крагуеваце. В настоящее время епископом является Иоанн (Младенович).

## История
Территории современной Шумадийской епархии в далёком прошлом принадлежали Белградской и Топличской епархиям, а отдельные части, с 1557 года до первой половины XVII века — Рудничской епархии, а затем Веначской епархии, причём митрополит Веначский и Рудничский Серафим имел резиденцию в 1632 году в Монастыре Благовещенья.
Не известно, была ли эта область в это время самостоятельной епископией, или была только частью Валевской или Ужичской епископии. Известно, что части Шумадии принадлежали Валевской или Ужичской епархиям, но в конечном итоге вошли в состав Белградской архиепископии, в составе которых оставались до конца Первой мировой войны.
Идея учредить Шумадийскую епархию родилась, по-видимому, во время первого визита избранного патриарха Гавриила в 1938 году. После этого визита Крагуевчане получили разрешение построить здание для митрополии. Но в 1939 году начинается война, и поэтому здание не было построено, а епархия не была создана.
24 апреля (7 мая) 1947 года Архиерейский собор Сербской православной церкви по предложению Патриарха Сербского Гаврила постановил образовать Шумадийскую епархию, что и было осуществлено 20 мая 1947 года:

Учредить самостоятельную Шумадийскую епархию с кафедрой в Крагуеваце. К этой епархии относятся наместничества: Крагуевачское, Лепеничское, Темничское, Левачское, Беличское, Ясеничское, Космайское, Опленичское, Колубарско-Посавское. Белградско-Карловацкой архиепископии оставить город Белград, приходы за пределами Белграда, которые входят в Белградское архиерейское наместничество и Врачарско-Грочанское намесничество, город Земун и задняя часть Панчева. Оригинальный текст (серб.)Оснива се самостална Епархија шумадијска са седиштем у Крагујевцу. Овој епархији припадају намесништва: крагујевачко, лепеничко, темнићко, левачко, беличко, јасеничко, космајско, опленичко, колубарско-посавско, Архиепископији београдско-карловачкој остају град Београд, парохије ван Београда које спадају под архијерејско намесништво београдско и врачарско-грочанско намесништво, град Земун и Панчевачки рит.

## Монастыри

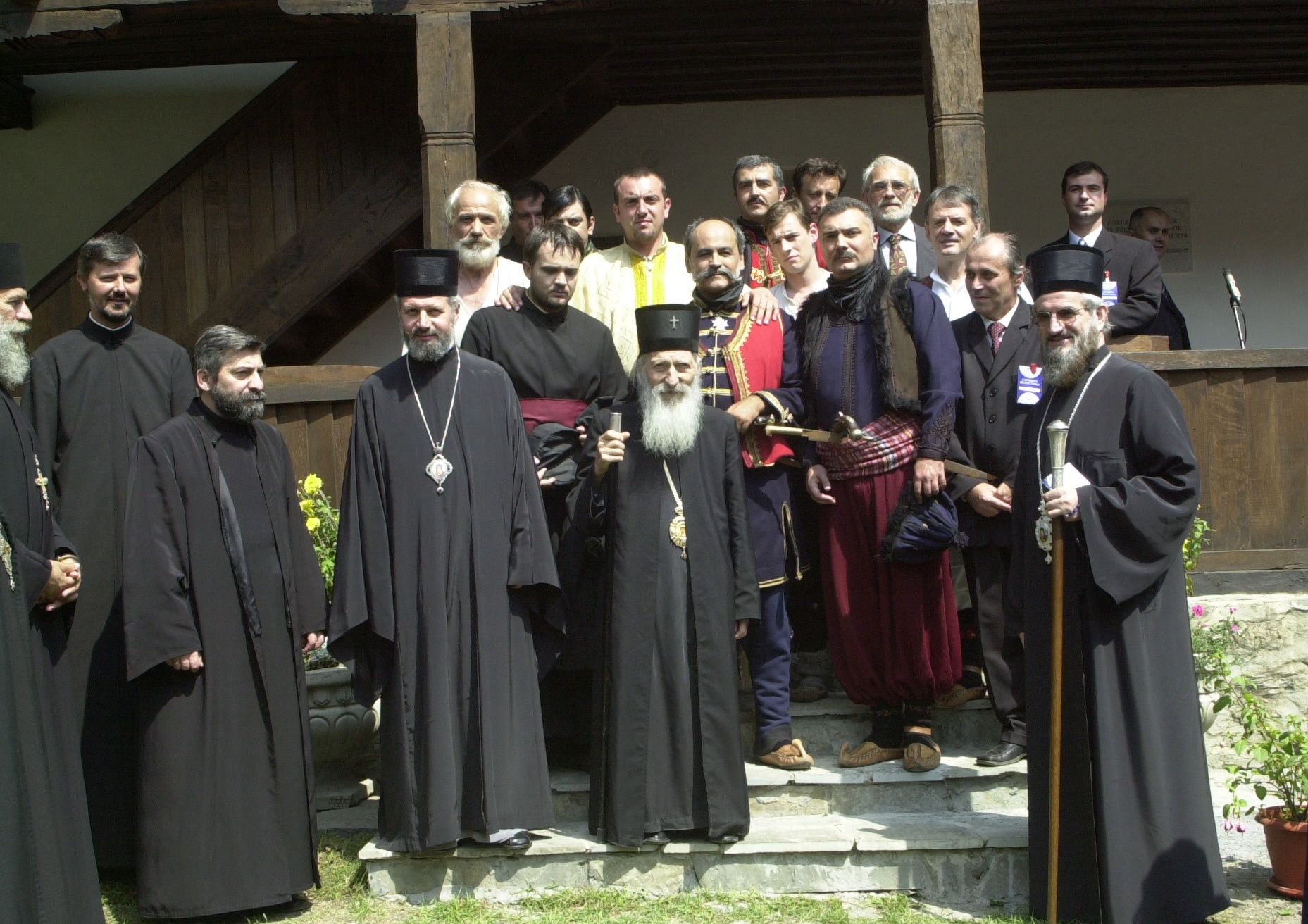
Патриарх Сербский Павел у Монастыря Волявча в 2005 году

Епархия насчитывает 27 монастырей. Список монастырей согласно официальному сайту епархии
- Монастырь Благовештење Рудничко с церковью Свете Благовести — Страгари,
- Монастырь Волявча с церковью святого Архангела Гаврила — Страгари,
- Монастырь Грнчарица с церковью святого Оца Николаја — Прњавор,
- Монастырь Денковац с церковью Успења Пресвете Богородице — Горња Сабанта,
- Монастырь Дивостин с церковью Свете Благовести,
- Монастырь Доброводица код Баточине,
- Монастырь Драча с церковью святого Оца Николаја — Дивостин,
- Монастырь Йошаница с церковью святого Оца Николаја — Сиоковац,
- Монастырь Каленич с церковью Ваведења Пресвете Богородице — Каленићки Прњавор,
- Монастырь Касталян код Сопота,
- Манастирак код Рековца,
- Монастырь Петковица код Страгара,
- Монастырь Прерадовац,
- Монастырь Ралетинац код Рековца,
- Монастырь Свойново близ села Свойново на обронцима планине Юхор,
- Монастырь Пиносава с церковью святого архангела Гаврила — Кусадак,
- Монастырь Никоље с церковью святого Оца Николаја — Доня-Шаторня[серб.],
- Монастырь Павловац с церковью святого Оца Николаја — Пружатовац,
- Монастырь Поточац с церковью Святог Николе — Својново,
- Монастырь Прекопеча с церковью Праведного Иова — Дивостин,
- Монастырь Липар код Горње Сабанте, у близини Крагујевца
- Монастырь Тресие с церковью святого Архангела — Сопот,
- Монастырь Бошњане с церковью святго Луки,
- Монастырь Саринац с церковью Вазнесения Господня — Рековац,
- Монастырь Сибница с церковью святой Петки — Сибница,
- Монастырь Брезовац с церковью святого Архангела Михаила,
- Монастырь святого Ђорђа у Ћелијама код Лазаревца.

## Епископы
- Валериан (Стефанович) (20 мая 1947 — 23 октября 1976)
- Савва (Вукович) (21 мая 1977 — 17 июня 2001)
- Иоанн (Младенович) (с 31 мая 2002)

## Издательство
Издательский дом Шумадийской епархии «Каленич» является одним из самых активных православных издательств на сербском языке.